# Tour des Belfredelli
La tour des Belfredelli est une maison-tour toscane médiévale de sept étages datant du XIIIe siècle   située à Florence, en Italie. Se trouvant en Oltrarno, elle est l'un des plus hauts bâtiments de la ville. La Torre dei Ramaglianti (it) est située derrière.

## Histoire
Les Belfredelli, qui ont construit la tour, étaient une famille faisant partie de la Maison de Welf. Après avoir perdu la bataille de Montaperti face aux Hohenstaufen en 1260, ces derniers prirent le pouvoir sur Florence et endommagèrent une partie de la tour. Les Welfes gagnèrent la bataille de Bénévent en 1266 et purent retourner dans la ville. Les familles del Corno et Guiducci succédèrent aux Belfredelli comme propriétaires de la tour après leur extinction. En août 1944, la tour fut à nouveau endommagée après l'explosion de mines allemandes à proximité. L'intérieur a été radicalement modifié lors de la reconstruction et un étage mansardé a été ajouté,.

## Description
Le bâtiment est construit à partir de rangées de briques de pierre. Certaines entrées du bâtiment sont couvertes par une archivolte. Le dernier étage est un ajout plus récent, avec de grandes fenêtres vitrées. L'entrée principale de la tour est flanquée d'un petit jardin. L'élément le plus reconnaissable de la tour est le lierre qui couvre environ la moitié du bâtiment. Un appartement de deux chambres à l'intérieur est destiné à la location.